# Tranvia Torino-Venaria Reale
La tranvia Torino-Venaria Reale era una linea tranviaria interurbana che collegò le città di Torino e Venaria Reale dal 1888 al 1951.

## Storia

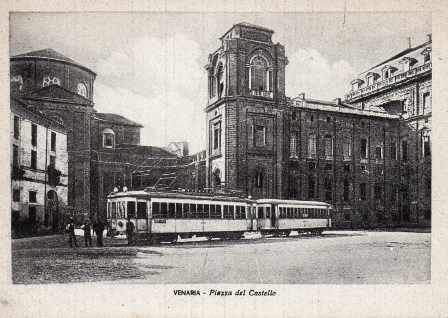
Venaria, piazza Castello

La linea nacque per meglio collegare Venaria Reale, già servita da una stazione sulla ferrovia Torino-Lanzo, al capoluogo, al fine di agevolare gli spostamenti dei pendolari.
Inaugurata il 7 luglio 1888 la tranvia, gestita dalla Società delle Tramvie Occidentali G.B. Chiambretto e C., costituita da Gian Battista Chiambretto e dai fratelli Marocco, si diramava dalla preesistente tranvia a vapore Torino-Lucento-Cravetta-Pianezza con diramazione Cravetta-Druent, aperta quattro anni prima.
Con il passare degli anni la linea, inizialmente molto popolare (tanto che il gestore spesso si trovava costretto a istituire corse supplementari), analogamente alle altre gestite dalle "Tramvie Occidentali" subì le conseguenze del mancato ammodernamento, tanto da suscitare le lamentele delle popolazioni. Emblematica la sfida, salita agli onori delle cronache, vinta con un minuto e mezzo di vantaggio nel 1928 dal podista Giuseppe Robino contro un convoglio tranviario sul percorso Torino-Druent. Nel 1929 le linee furono cedute alla Società Trazione Elettrica Piemontese (STEP) dei fratelli Ghigo, già concessionaria della tranvia Torino-Settimo, la quale, con il concorso dei comuni interessati, provvide ad ammodernare gli impianti e a sostituire le sfiancate locomotive a vapore e le logore carrozze con moderne elettromotrici: l'inaugurazione delle linee così ricostruite avvenne domenica 7 settembre 1930. La linea elettrificata permetteva di percorrere il tragitto Torino-Venaria in 23 minuti contro i 35 della tranvia a vapore.
Durante il conflitto le linee Torino-Pianezza/Druento e Torino-Venaria Reale subirono solo lievi danni al materiale rotabile, ma i binari e i rotabili si logorarono in maniera sensibile, tanto da rendere il servizio inadatto ai bisogni di trasporto della cittadinanza.
Il 23 novembre 1951 le linee della STEP furono sostituite in via provvisoria da autobus dell'ATM di Torino; la soppressione fu resa definitiva dal Ministero dei trasporti con decreto ministeriale del 3 novembre 1954; lo stesso decreto autorizzava l'assorbimento della STEP da parte della SATTI.

## Caratteristiche
|  | Unknown route-map component "uexKBHFa" |

|  | Unknown route-map component "uexBHF" |

|  | Unknown route-map component "uexBHF" |

|  | Unknown route-map component "uexBHF" |

|  | Unknown route-map component "uexABZgl" | Unknown route-map component "uexCONTfq" |

|  | Unknown route-map component "uexBHF" |

|  | Unknown route-map component "uexBHF" |

|  | Unknown route-map component "uexBHF" |

| Unknown route-map component "CONTgq" | Unknown route-map component "STR+r" | Unused straight waterway |  |  |

| Station on track | Unknown route-map component "uexKBHFe" |  |

| Continuation forward |

La linea tranviaria era a binario singolo a scartamento normale di 1445 mm e si sviluppava per 8,630 km, di cui oltre 3 km di linea erano in comune con la rete tranviaria di Torino.
L'elettrificazione era al valore di 600 V cc nei tratti urbani e 1200 V cc oltre la chiesa di Lucento.
Il raggio minimo di curva era di 60 metri, la pendenza massima del 20 per mille. La velocità massima ammessa era di 45 km/h.

### Percorso

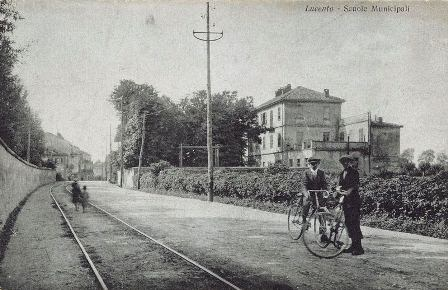
Lucento, binario davanti alle scuole

La tranvia partiva originariamente da piazza Statuto; successivamente il capolinea fu spostato in via Cibrario, quindi in via San Donato e nel 1901 in corso Regina Margherita all'angolo con piazza Emanuele Filiberto. La linea fu ulteriormente rettificata in seguito all'elettrificazione.
Percorsi corso Regina e via Pianezza si raggiungeva Lucento (da cui si diramava la linea per Pianezza/Druento), quindi si attraversava il centro di Lucento, toccando Altessano. Abbandonata la strada comunale, la linea raggiungeva Venaria Reale correndo per un tratto parallela alla ferrovia Torino-Ceres e, giunta all'altezza del ponte in via Tripoli, imboccava corso Garibaldi ed entrava nel centro cittadino di Venaria Reale, facendo capolinea nella piazza antistante l'ingresso della Reggia di Venaria Reale.

## Materiale rotabile
Sulla tranvia furono inizialmente impiegate locomotive a vapore Henschel e carrozze Cerimedo & C..
Con l'elettrificazione entrarono in servizio sulle linee per Pianezza, Druento e Venaria 6 elettromotrici e 10 rimorchiate a carrelli di costruzione Fiat Materfer; le elettromotrici, lunghe 15 metri, erano spinte da 4 motori elettrici da 175 CV ciascuno e potevano raggiungere una velocità massima di 50 km/h.
Chiuse le linee STEP i tram rimasero accantonati sino al 1954, per poi prestare servizio sulla tranvia Torino-Giaveno.